# مادلين بيل
مادلين بيل (بالإنجليزية: Madeline Bell)‏ هي مغنية أمريكية، ولدت في 23 يوليو 1942 في نيوآرك في الولايات المتحدة.

## وصلات خارجية
- مادلين بيل على موقع IMDb (الإنجليزية)
- مادلين بيل على موقع ميوزك برينز (الإنجليزية)
- مادلين بيل على موقع أول ميوزيك (الإنجليزية)
- مادلين بيل على موقع ديسكوغز (الإنجليزية)